# مرتر (متروی استانبول)
مرتر (انگلیسی: Merter) یکی از ایستگاه‌های شاخه ای خط ام۱ متروی استانبول است.
این ایستگاه که در جنوب منطقه گون‌گورن قرار دارد در سال ۱۹۹۴ تاسیس شده‌است.